# Pavoukovci
Pavoukovci (Arachnida) jsou skupina bezobratlých živočichů z podkmene klepítkatců. Vědecké jméno vychází z řeckého άράχνη (arachné, pavouk) a váže se k mytologické postavě Arachné. Zahrnuje asi 73 000 zejména suchozemských druhů. Věda, která se zabývá pavoukovci, se nazývá arachnologie.
Pavoukovci jsou nejpočetněji zastoupenou skupinou podkmene klepítkatců. Na rozdíl od sesterských tříd hrotnatců (Merostomata) a nohatek (Pycnogonida nebo též Pantopoda), kteří žijí v moři, většina pavoukovců obývá pevnou zemi. Teprve druhotně pronikli do vodního prostředí. Až na malé výjimky mají pavoukovci šest párů končetin (klepítka, makadla a čtyři páry kráčivých nohou). Utváření zejména prvních dvou párů končetin, ale i celého těla, je zpravidla jednotné pro každý z řádů této třídy členovců.

## Řády pavoukovců
- Štíři (Scorpiones – 1420 druhů) mají nenápadné tříčlánkové chelicery a naproti tomu velice dlouhá a masivní makadla, která jsou zakončena nápadnými klepítky. Tělo je tvořeno nečlánkovanou hlavohrudí a dvěma odlišně utvářenými částmi článkovaného zadečku. První část je široká, zadní velice úzká, takže její tergity a sternity splývají v silně sklerotizované prstence. Toto zúžení očividně zvyšuje pohyblivost koncového telsonu, pod jehož zahroceným koncem vyúsťuje jedová žláza. Zadní část zadečku je často nesprávně nazývána ocasem.
- Bičnatci (Uropygi – 100 druhů) mají ploché tělo. Hlavohruď typu „prosomatu“ není členěna, zadeček článkován, zakončen dlouhým článkovaným filamentem. Chelicery jsou dvoučlánkové. Mohutná makadla jsou zakončena klepítkovitě a pracují ve vodorovné rovině.
- Krátkochvosti (Schizomida – 180 druhů) jsou zřídka kdy delší než 5 mm. Chelicery mají dvoučlánkové. Lovu sloužící makadla pracují ve svislé rovině. Hlavohruď má propeltidium, zadeček je článkován.
- Krabovci, též zvaní bičovci (Amblypygi – 120 druhů) mají ploché tělo s výraznou stopkou mezi prosomatem a článkovým zadečkem. Chelicery jsou subchelátní, mohutná makadla pracují ve vodorovné rovině, jen výjimečně jsou zakončena drobnými klepítky.
- Pavouci (Araneae – 38 000 druhů) mají tělo rozděleno výraznou stopkou na prosoma a většinou nečlánkovaný zadeček zakončený,snovacími bradavkami. Chelicery jsou subchelátního typu, makadla upomínají na zkrácenou nohu. U dospělých samců jsou zakončena kopulačním ústrojím.
- Štírenky (Palpigradi – 70 druhů) nedosahují délky ani 2 milimetrů. Článkovaný zadeček s dlouhým filámentem na konci. Tříčlánkové chelicery jsou chelátního typu, makadla slouží chůzi, první pár nohou má hmatovou funkci.
- Štírci (Pseudoscorpiones – 3500 druhů) jsou nevelkých rozměrů, shora zploštěného těla bez stopky. Jejich zadeček je článkován. Chelicery jsou dvoučlenné, chelátní, makadla rovněž opatřena klepítky.
- Solifugy (Solifugae – 1100 druhů) jsou rychlí běžci válcovitého těla, běhající jen po třech zadních párech noh. Mohutné chelátní chelicery jsou dvoučlánkové, makadla mají vzhled nohy.
- Roztočovci (Ricinulei – 50 druhů) představují reliktní skupinu, žijící převážně v deštných pralesích. Hlavohruď typu prosoma má vpředu kápovitou kožní destičku, která shora zakrývá drobné chelátní chelicery. Makadla mají vzhled zakrslé nohy.
- Sekáči (Opiliones – 7000 druhů) jsou charakterističtí drobným jednotným tělem a většinou značně dlouhýma nohama. Chelicery jsou tříčlánkové, chelátního typu, makadla dvojího typu. U našich druhů vždy připomínají svým vzhledem nohy, u tropických spíše loupeživá makadla bičovců.
- Roztoči (Acari – 50 000 druhů) mají vzhledem k miniaturní velikosti zpravidla velmi zjednodušenou stavbu těla. To bývá většinou zavalité a nečlánkované. Na rozdíl od všech ostatních řádů se vyznačují charakteristickým oddílem na přídi těla s názvem gnathosoma. Gnathosoma je tvořena článkem nesoucím chelicery a makadla. Chelicery (2- až 3členné, chelátní nebo subchelátní, velice vzácně pouze jednočlánkové) i makadla mohou být dosti rozmanitého vzhledu. Na rozdíl od ostatních řádů je mezi roztoči i mnoho býložravců. Stále více sílí názory, že nejde o skupinu s jediným společným předkem.

## Fylogeneze
Představy o vzájemné příbuznosti jednotlivých skupin pavoukovců se, tak jako u ostatních členovců, výrazně měnily v závislosti na rostoucích datech získaných sekvencováním genomů. Fylogenetická studie z roku 2019 v podstatě potvrdila překvapivé závěry studie z roku 2014, zejména nepřirozenost klasického vymezení pavoukovců. Závěry lze shrnout do několika bodů:
- Sesterskou skupinou klepítkatců jsou kusadlovci (Mandibulata), které tvoří stonožkovci a Pancrustacea (korýši a hmyz).
- Bazální větví fylogenetického stromu recentních klepítkatců jsou nohatky (Pycnogonida), ostatní skupiny tvoří přirozený klad Euchelicerata.
- Ostrorepi (Xiphosura) nejsou sesterskou skupinou pavoukovců, ale odvětvují se uvnitř nich, jako sesterská skupina roztočovců (Ricinulei). Znamená to, že pavoukovci (Arachnida) v klasickém vymezení jsou parafyletičtí a přirozeným kladem na stejné pozici jsou Euchelicerata.
- Podtřída roztoči v klasickém vymezení (Acari) pravděpodobně také není přirozenou skupinou, uvnitř ní se asi odvětvují štírci a štírenky, a to v sousedství nadřádu Parasitiformes; nadřád Acariformes asi tvoří bazální větev takto rozšířené skupiny nebo přímo jako bazální klad euchelicerat. Opilioacariformes asi nejsou na úrovni předchozích dvou nadřádů, ale mohou být vnitřní větví Parasitiformes (kteří by tak byli v klasickém vymezení parafyletičtí).
- Sesterské linie pavouci (Araneae) a Pedipalpi tvoří přirozenou skupinu Tetrapulmonata a ta spolu se sesterskými štíry (Scorpiones) velký klad Arachnopulmonata.
- Sekáči (Opiliones) jsou přirozeným kladem nepatřícím do pavouků, ale odvětvují se dokonce ještě bazálněji než ostrorepi a roztočovci.
- Dosud není plně vyjasněné postavení krátkochvostů (Schizomida), štírků (Pseudoscorpiones/Pseudoscorpionida), štírenek (Palpigradi) a solifug (Solifugae); prvními dvěma skupinami se poslední studie z roku 2019 nezabývala. S nižší podporou vycházejí štírci a štírenky jako vnitřní větve roztočů odvětvující se blízko Parasitiformes, štírci však v jiných studiích vycházejí jako sesterští k solifugám. Solifugy mohou být sesterskou skupinou kladu ostrorepi + roztočovci, v jiných studiích vycházejí jako sesterské k Acariformes. Krátkochvosti jsou patrně součástí bičnatců (Uropygi) jakožto sesterská skupina vlastních bičnatců (Thelyphonida); bičnatci a jim sesterští krabovci (Amblypygi) pak tvoří přirozený klad Pedipalpi.

Aktuální (rok 2019) představy o příbuznosti recentních pavoukovců ukazuje následující fylogenetický strom (P? značí potenciálně nepřirozené skupiny, ? nedostatečně potvrzenou pozici):

|      | Acariformes |
|      | |
|      | \| (P?) \| Parasitiformes včetně Opilioacariformes \| \| \| Parasitiformes včetně Opilioacariformes \| \| ? \| štírci \| \| \| štírci \| \| ? \| štírenky \| \| \| štírenky \| |
|      | |
| (P?) | Parasitiformes včetně Opilioacariformes |
|      | Parasitiformes včetně Opilioacariformes |
| ?    | štírci |
|      | štírci |
| ?    | štírenky |
|      | štírenky |

| (P?) | Parasitiformes včetně Opilioacariformes |
|      | Parasitiformes včetně Opilioacariformes |
| ?    | štírci                                  |
|      | štírci                                  |
| ?    | štírenky                                |
|      | štírenky                                |

| ? | solifugy                                                 |
|   | solifugy                                                 |
|   | \| \| ostrorepi \| \| \| \| \| \| roztočovci \| \| \| \| |
|   |                                                          |
|   | ostrorepi                                                |
|   |                                                          |
|   | roztočovci                                               |
|   |                                                          |

|  | ostrorepi  |
|  |            |
|  | roztočovci |
|  |            |

|          | krabovci (syn. bičovci)                                                            |
|          |                                                                                    |
| bičnatci | \| \| vlastní bičnatci \| \| \| \| \| ? \| krátkochvosti \| \| \| krátkochvosti \| |
|          | \| \| vlastní bičnatci \| \| \| \| \| ? \| krátkochvosti \| \| \| krátkochvosti \| |
|          | vlastní bičnatci                                                                   |
|          |                                                                                    |
| ?        | krátkochvosti                                                                      |
|          | krátkochvosti                                                                      |

|   | vlastní bičnatci |
|   |                  |
| ? | krátkochvosti    |
|   | krátkochvosti    |

|          | krabovci (syn. bičovci)                                                            |
|          |                                                                                    |
| bičnatci | \| \| vlastní bičnatci \| \| \| \| \| ? \| krátkochvosti \| \| \| krátkochvosti \| |
|          | \| \| vlastní bičnatci \| \| \| \| \| ? \| krátkochvosti \| \| \| krátkochvosti \| |
|          | vlastní bičnatci                                                                   |
|          |                                                                                    |
| ?        | krátkochvosti                                                                      |
|          | krátkochvosti                                                                      |

|   | vlastní bičnatci |
|   |                  |
| ? | krátkochvosti    |
|   | krátkochvosti    |

|          | krabovci (syn. bičovci)                                                            |
|          |                                                                                    |
| bičnatci | \| \| vlastní bičnatci \| \| \| \| \| ? \| krátkochvosti \| \| \| krátkochvosti \| |
|          | \| \| vlastní bičnatci \| \| \| \| \| ? \| krátkochvosti \| \| \| krátkochvosti \| |
|          | vlastní bičnatci                                                                   |
|          |                                                                                    |
| ?        | krátkochvosti                                                                      |
|          | krátkochvosti                                                                      |

|   | vlastní bičnatci |
|   |                  |
| ? | krátkochvosti    |
|   | krátkochvosti    |

|          | krabovci (syn. bičovci)                                                            |
|          |                                                                                    |
| bičnatci | \| \| vlastní bičnatci \| \| \| \| \| ? \| krátkochvosti \| \| \| krátkochvosti \| |
|          | \| \| vlastní bičnatci \| \| \| \| \| ? \| krátkochvosti \| \| \| krátkochvosti \| |
|          | vlastní bičnatci                                                                   |
|          |                                                                                    |
| ?        | krátkochvosti                                                                      |
|          | krátkochvosti                                                                      |

|   | vlastní bičnatci |
|   |                  |
| ? | krátkochvosti    |
|   | krátkochvosti    |

| ? | solifugy                                                 |
|   | solifugy                                                 |
|   | \| \| ostrorepi \| \| \| \| \| \| roztočovci \| \| \| \| |
|   |                                                          |
|   | ostrorepi                                                |
|   |                                                          |
|   | roztočovci                                               |
|   |                                                          |

|  | ostrorepi  |
|  |            |
|  | roztočovci |
|  |            |

|          | krabovci (syn. bičovci)                                                            |
|          |                                                                                    |
| bičnatci | \| \| vlastní bičnatci \| \| \| \| \| ? \| krátkochvosti \| \| \| krátkochvosti \| |
|          | \| \| vlastní bičnatci \| \| \| \| \| ? \| krátkochvosti \| \| \| krátkochvosti \| |
|          | vlastní bičnatci                                                                   |
|          |                                                                                    |
| ?        | krátkochvosti                                                                      |
|          | krátkochvosti                                                                      |

|   | vlastní bičnatci |
|   |                  |
| ? | krátkochvosti    |
|   | krátkochvosti    |

|          | krabovci (syn. bičovci)                                                            |
|          |                                                                                    |
| bičnatci | \| \| vlastní bičnatci \| \| \| \| \| ? \| krátkochvosti \| \| \| krátkochvosti \| |
|          | \| \| vlastní bičnatci \| \| \| \| \| ? \| krátkochvosti \| \| \| krátkochvosti \| |
|          | vlastní bičnatci                                                                   |
|          |                                                                                    |
| ?        | krátkochvosti                                                                      |
|          | krátkochvosti                                                                      |

|   | vlastní bičnatci |
|   |                  |
| ? | krátkochvosti    |
|   | krátkochvosti    |

|          | krabovci (syn. bičovci)                                                            |
|          |                                                                                    |
| bičnatci | \| \| vlastní bičnatci \| \| \| \| \| ? \| krátkochvosti \| \| \| krátkochvosti \| |
|          | \| \| vlastní bičnatci \| \| \| \| \| ? \| krátkochvosti \| \| \| krátkochvosti \| |
|          | vlastní bičnatci                                                                   |
|          |                                                                                    |
| ?        | krátkochvosti                                                                      |
|          | krátkochvosti                                                                      |

|   | vlastní bičnatci |
|   |                  |
| ? | krátkochvosti    |
|   | krátkochvosti    |

|          | krabovci (syn. bičovci)                                                            |
|          |                                                                                    |
| bičnatci | \| \| vlastní bičnatci \| \| \| \| \| ? \| krátkochvosti \| \| \| krátkochvosti \| |
|          | \| \| vlastní bičnatci \| \| \| \| \| ? \| krátkochvosti \| \| \| krátkochvosti \| |
|          | vlastní bičnatci                                                                   |
|          |                                                                                    |
| ?        | krátkochvosti                                                                      |
|          | krátkochvosti                                                                      |

|   | vlastní bičnatci |
|   |                  |
| ? | krátkochvosti    |
|   | krátkochvosti    |

| ? | solifugy                                                 |
|   | solifugy                                                 |
|   | \| \| ostrorepi \| \| \| \| \| \| roztočovci \| \| \| \| |
|   |                                                          |
|   | ostrorepi                                                |
|   |                                                          |
|   | roztočovci                                               |
|   |                                                          |

|  | ostrorepi  |
|  |            |
|  | roztočovci |
|  |            |

|          | krabovci (syn. bičovci)                                                            |
|          |                                                                                    |
| bičnatci | \| \| vlastní bičnatci \| \| \| \| \| ? \| krátkochvosti \| \| \| krátkochvosti \| |
|          | \| \| vlastní bičnatci \| \| \| \| \| ? \| krátkochvosti \| \| \| krátkochvosti \| |
|          | vlastní bičnatci                                                                   |
|          |                                                                                    |
| ?        | krátkochvosti                                                                      |
|          | krátkochvosti                                                                      |

|   | vlastní bičnatci |
|   |                  |
| ? | krátkochvosti    |
|   | krátkochvosti    |

|          | krabovci (syn. bičovci)                                                            |
|          |                                                                                    |
| bičnatci | \| \| vlastní bičnatci \| \| \| \| \| ? \| krátkochvosti \| \| \| krátkochvosti \| |
|          | \| \| vlastní bičnatci \| \| \| \| \| ? \| krátkochvosti \| \| \| krátkochvosti \| |
|          | vlastní bičnatci                                                                   |
|          |                                                                                    |
| ?        | krátkochvosti                                                                      |
|          | krátkochvosti                                                                      |

|   | vlastní bičnatci |
|   |                  |
| ? | krátkochvosti    |
|   | krátkochvosti    |

|          | krabovci (syn. bičovci)                                                            |
|          |                                                                                    |
| bičnatci | \| \| vlastní bičnatci \| \| \| \| \| ? \| krátkochvosti \| \| \| krátkochvosti \| |
|          | \| \| vlastní bičnatci \| \| \| \| \| ? \| krátkochvosti \| \| \| krátkochvosti \| |
|          | vlastní bičnatci                                                                   |
|          |                                                                                    |
| ?        | krátkochvosti                                                                      |
|          | krátkochvosti                                                                      |

|   | vlastní bičnatci |
|   |                  |
| ? | krátkochvosti    |
|   | krátkochvosti    |

|          | krabovci (syn. bičovci)                                                            |
|          |                                                                                    |
| bičnatci | \| \| vlastní bičnatci \| \| \| \| \| ? \| krátkochvosti \| \| \| krátkochvosti \| |
|          | \| \| vlastní bičnatci \| \| \| \| \| ? \| krátkochvosti \| \| \| krátkochvosti \| |
|          | vlastní bičnatci                                                                   |
|          |                                                                                    |
| ?        | krátkochvosti                                                                      |
|          | krátkochvosti                                                                      |

|   | vlastní bičnatci |
|   |                  |
| ? | krátkochvosti    |
|   | krátkochvosti    |

| ? | solifugy                                                 |
|   | solifugy                                                 |
|   | \| \| ostrorepi \| \| \| \| \| \| roztočovci \| \| \| \| |
|   |                                                          |
|   | ostrorepi                                                |
|   |                                                          |
|   | roztočovci                                               |
|   |                                                          |

|  | ostrorepi  |
|  |            |
|  | roztočovci |
|  |            |

|          | krabovci (syn. bičovci)                                                            |
|          |                                                                                    |
| bičnatci | \| \| vlastní bičnatci \| \| \| \| \| ? \| krátkochvosti \| \| \| krátkochvosti \| |
|          | \| \| vlastní bičnatci \| \| \| \| \| ? \| krátkochvosti \| \| \| krátkochvosti \| |
|          | vlastní bičnatci                                                                   |
|          |                                                                                    |
| ?        | krátkochvosti                                                                      |
|          | krátkochvosti                                                                      |

|   | vlastní bičnatci |
|   |                  |
| ? | krátkochvosti    |
|   | krátkochvosti    |

|          | krabovci (syn. bičovci)                                                            |
|          |                                                                                    |
| bičnatci | \| \| vlastní bičnatci \| \| \| \| \| ? \| krátkochvosti \| \| \| krátkochvosti \| |
|          | \| \| vlastní bičnatci \| \| \| \| \| ? \| krátkochvosti \| \| \| krátkochvosti \| |
|          | vlastní bičnatci                                                                   |
|          |                                                                                    |
| ?        | krátkochvosti                                                                      |
|          | krátkochvosti                                                                      |

|   | vlastní bičnatci |
|   |                  |
| ? | krátkochvosti    |
|   | krátkochvosti    |

|          | krabovci (syn. bičovci)                                                            |
|          |                                                                                    |
| bičnatci | \| \| vlastní bičnatci \| \| \| \| \| ? \| krátkochvosti \| \| \| krátkochvosti \| |
|          | \| \| vlastní bičnatci \| \| \| \| \| ? \| krátkochvosti \| \| \| krátkochvosti \| |
|          | vlastní bičnatci                                                                   |
|          |                                                                                    |
| ?        | krátkochvosti                                                                      |
|          | krátkochvosti                                                                      |

|   | vlastní bičnatci |
|   |                  |
| ? | krátkochvosti    |
|   | krátkochvosti    |

|          | krabovci (syn. bičovci)                                                            |
|          |                                                                                    |
| bičnatci | \| \| vlastní bičnatci \| \| \| \| \| ? \| krátkochvosti \| \| \| krátkochvosti \| |
|          | \| \| vlastní bičnatci \| \| \| \| \| ? \| krátkochvosti \| \| \| krátkochvosti \| |
|          | vlastní bičnatci                                                                   |
|          |                                                                                    |
| ?        | krátkochvosti                                                                      |
|          | krátkochvosti                                                                      |

|   | vlastní bičnatci |
|   |                  |
| ? | krátkochvosti    |
|   | krátkochvosti    |

|      | Acariformes |
|      | |
|      | \| (P?) \| Parasitiformes včetně Opilioacariformes \| \| \| Parasitiformes včetně Opilioacariformes \| \| ? \| štírci \| \| \| štírci \| \| ? \| štírenky \| \| \| štírenky \| |
|      | |
| (P?) | Parasitiformes včetně Opilioacariformes |
|      | Parasitiformes včetně Opilioacariformes |
| ?    | štírci |
|      | štírci |
| ?    | štírenky |
|      | štírenky |

| (P?) | Parasitiformes včetně Opilioacariformes |
|      | Parasitiformes včetně Opilioacariformes |
| ?    | štírci                                  |
|      | štírci                                  |
| ?    | štírenky                                |
|      | štírenky                                |

| ? | solifugy                                                 |
|   | solifugy                                                 |
|   | \| \| ostrorepi \| \| \| \| \| \| roztočovci \| \| \| \| |
|   |                                                          |
|   | ostrorepi                                                |
|   |                                                          |
|   | roztočovci                                               |
|   |                                                          |

|  | ostrorepi  |
|  |            |
|  | roztočovci |
|  |            |

|          | krabovci (syn. bičovci)                                                            |
|          |                                                                                    |
| bičnatci | \| \| vlastní bičnatci \| \| \| \| \| ? \| krátkochvosti \| \| \| krátkochvosti \| |
|          | \| \| vlastní bičnatci \| \| \| \| \| ? \| krátkochvosti \| \| \| krátkochvosti \| |
|          | vlastní bičnatci                                                                   |
|          |                                                                                    |
| ?        | krátkochvosti                                                                      |
|          | krátkochvosti                                                                      |

|   | vlastní bičnatci |
|   |                  |
| ? | krátkochvosti    |
|   | krátkochvosti    |

|          | krabovci (syn. bičovci)                                                            |
|          |                                                                                    |
| bičnatci | \| \| vlastní bičnatci \| \| \| \| \| ? \| krátkochvosti \| \| \| krátkochvosti \| |
|          | \| \| vlastní bičnatci \| \| \| \| \| ? \| krátkochvosti \| \| \| krátkochvosti \| |
|          | vlastní bičnatci                                                                   |
|          |                                                                                    |
| ?        | krátkochvosti                                                                      |
|          | krátkochvosti                                                                      |

|   | vlastní bičnatci |
|   |                  |
| ? | krátkochvosti    |
|   | krátkochvosti    |

|          | krabovci (syn. bičovci)                                                            |
|          |                                                                                    |
| bičnatci | \| \| vlastní bičnatci \| \| \| \| \| ? \| krátkochvosti \| \| \| krátkochvosti \| |
|          | \| \| vlastní bičnatci \| \| \| \| \| ? \| krátkochvosti \| \| \| krátkochvosti \| |
|          | vlastní bičnatci                                                                   |
|          |                                                                                    |
| ?        | krátkochvosti                                                                      |
|          | krátkochvosti                                                                      |

|   | vlastní bičnatci |
|   |                  |
| ? | krátkochvosti    |
|   | krátkochvosti    |

|          | krabovci (syn. bičovci)                                                            |
|          |                                                                                    |
| bičnatci | \| \| vlastní bičnatci \| \| \| \| \| ? \| krátkochvosti \| \| \| krátkochvosti \| |
|          | \| \| vlastní bičnatci \| \| \| \| \| ? \| krátkochvosti \| \| \| krátkochvosti \| |
|          | vlastní bičnatci                                                                   |
|          |                                                                                    |
| ?        | krátkochvosti                                                                      |
|          | krátkochvosti                                                                      |

|   | vlastní bičnatci |
|   |                  |
| ? | krátkochvosti    |
|   | krátkochvosti    |

| ? | solifugy                                                 |
|   | solifugy                                                 |
|   | \| \| ostrorepi \| \| \| \| \| \| roztočovci \| \| \| \| |
|   |                                                          |
|   | ostrorepi                                                |
|   |                                                          |
|   | roztočovci                                               |
|   |                                                          |

|  | ostrorepi  |
|  |            |
|  | roztočovci |
|  |            |

|          | krabovci (syn. bičovci)                                                            |
|          |                                                                                    |
| bičnatci | \| \| vlastní bičnatci \| \| \| \| \| ? \| krátkochvosti \| \| \| krátkochvosti \| |
|          | \| \| vlastní bičnatci \| \| \| \| \| ? \| krátkochvosti \| \| \| krátkochvosti \| |
|          | vlastní bičnatci                                                                   |
|          |                                                                                    |
| ?        | krátkochvosti                                                                      |
|          | krátkochvosti                                                                      |

|   | vlastní bičnatci |
|   |                  |
| ? | krátkochvosti    |
|   | krátkochvosti    |

|          | krabovci (syn. bičovci)                                                            |
|          |                                                                                    |
| bičnatci | \| \| vlastní bičnatci \| \| \| \| \| ? \| krátkochvosti \| \| \| krátkochvosti \| |
|          | \| \| vlastní bičnatci \| \| \| \| \| ? \| krátkochvosti \| \| \| krátkochvosti \| |
|          | vlastní bičnatci                                                                   |
|          |                                                                                    |
| ?        | krátkochvosti                                                                      |
|          | krátkochvosti                                                                      |

|   | vlastní bičnatci |
|   |                  |
| ? | krátkochvosti    |
|   | krátkochvosti    |

|          | krabovci (syn. bičovci)                                                            |
|          |                                                                                    |
| bičnatci | \| \| vlastní bičnatci \| \| \| \| \| ? \| krátkochvosti \| \| \| krátkochvosti \| |
|          | \| \| vlastní bičnatci \| \| \| \| \| ? \| krátkochvosti \| \| \| krátkochvosti \| |
|          | vlastní bičnatci                                                                   |
|          |                                                                                    |
| ?        | krátkochvosti                                                                      |
|          | krátkochvosti                                                                      |

|   | vlastní bičnatci |
|   |                  |
| ? | krátkochvosti    |
|   | krátkochvosti    |

|          | krabovci (syn. bičovci)                                                            |
|          |                                                                                    |
| bičnatci | \| \| vlastní bičnatci \| \| \| \| \| ? \| krátkochvosti \| \| \| krátkochvosti \| |
|          | \| \| vlastní bičnatci \| \| \| \| \| ? \| krátkochvosti \| \| \| krátkochvosti \| |
|          | vlastní bičnatci                                                                   |
|          |                                                                                    |
| ?        | krátkochvosti                                                                      |
|          | krátkochvosti                                                                      |

|   | vlastní bičnatci |
|   |                  |
| ? | krátkochvosti    |
|   | krátkochvosti    |

| ? | solifugy                                                 |
|   | solifugy                                                 |
|   | \| \| ostrorepi \| \| \| \| \| \| roztočovci \| \| \| \| |
|   |                                                          |
|   | ostrorepi                                                |
|   |                                                          |
|   | roztočovci                                               |
|   |                                                          |

|  | ostrorepi  |
|  |            |
|  | roztočovci |
|  |            |

|          | krabovci (syn. bičovci)                                                            |
|          |                                                                                    |
| bičnatci | \| \| vlastní bičnatci \| \| \| \| \| ? \| krátkochvosti \| \| \| krátkochvosti \| |
|          | \| \| vlastní bičnatci \| \| \| \| \| ? \| krátkochvosti \| \| \| krátkochvosti \| |
|          | vlastní bičnatci                                                                   |
|          |                                                                                    |
| ?        | krátkochvosti                                                                      |
|          | krátkochvosti                                                                      |

|   | vlastní bičnatci |
|   |                  |
| ? | krátkochvosti    |
|   | krátkochvosti    |

|          | krabovci (syn. bičovci)                                                            |
|          |                                                                                    |
| bičnatci | \| \| vlastní bičnatci \| \| \| \| \| ? \| krátkochvosti \| \| \| krátkochvosti \| |
|          | \| \| vlastní bičnatci \| \| \| \| \| ? \| krátkochvosti \| \| \| krátkochvosti \| |
|          | vlastní bičnatci                                                                   |
|          |                                                                                    |
| ?        | krátkochvosti                                                                      |
|          | krátkochvosti                                                                      |

|   | vlastní bičnatci |
|   |                  |
| ? | krátkochvosti    |
|   | krátkochvosti    |

|          | krabovci (syn. bičovci)                                                            |
|          |                                                                                    |
| bičnatci | \| \| vlastní bičnatci \| \| \| \| \| ? \| krátkochvosti \| \| \| krátkochvosti \| |
|          | \| \| vlastní bičnatci \| \| \| \| \| ? \| krátkochvosti \| \| \| krátkochvosti \| |
|          | vlastní bičnatci                                                                   |
|          |                                                                                    |
| ?        | krátkochvosti                                                                      |
|          | krátkochvosti                                                                      |

|   | vlastní bičnatci |
|   |                  |
| ? | krátkochvosti    |
|   | krátkochvosti    |

|          | krabovci (syn. bičovci)                                                            |
|          |                                                                                    |
| bičnatci | \| \| vlastní bičnatci \| \| \| \| \| ? \| krátkochvosti \| \| \| krátkochvosti \| |
|          | \| \| vlastní bičnatci \| \| \| \| \| ? \| krátkochvosti \| \| \| krátkochvosti \| |
|          | vlastní bičnatci                                                                   |
|          |                                                                                    |
| ?        | krátkochvosti                                                                      |
|          | krátkochvosti                                                                      |

|   | vlastní bičnatci |
|   |                  |
| ? | krátkochvosti    |
|   | krátkochvosti    |

| ? | solifugy                                                 |
|   | solifugy                                                 |
|   | \| \| ostrorepi \| \| \| \| \| \| roztočovci \| \| \| \| |
|   |                                                          |
|   | ostrorepi                                                |
|   |                                                          |
|   | roztočovci                                               |
|   |                                                          |

|  | ostrorepi  |
|  |            |
|  | roztočovci |
|  |            |

|          | krabovci (syn. bičovci)                                                            |
|          |                                                                                    |
| bičnatci | \| \| vlastní bičnatci \| \| \| \| \| ? \| krátkochvosti \| \| \| krátkochvosti \| |
|          | \| \| vlastní bičnatci \| \| \| \| \| ? \| krátkochvosti \| \| \| krátkochvosti \| |
|          | vlastní bičnatci                                                                   |
|          |                                                                                    |
| ?        | krátkochvosti                                                                      |
|          | krátkochvosti                                                                      |

|   | vlastní bičnatci |
|   |                  |
| ? | krátkochvosti    |
|   | krátkochvosti    |

|          | krabovci (syn. bičovci)                                                            |
|          |                                                                                    |
| bičnatci | \| \| vlastní bičnatci \| \| \| \| \| ? \| krátkochvosti \| \| \| krátkochvosti \| |
|          | \| \| vlastní bičnatci \| \| \| \| \| ? \| krátkochvosti \| \| \| krátkochvosti \| |
|          | vlastní bičnatci                                                                   |
|          |                                                                                    |
| ?        | krátkochvosti                                                                      |
|          | krátkochvosti                                                                      |

|   | vlastní bičnatci |
|   |                  |
| ? | krátkochvosti    |
|   | krátkochvosti    |

|          | krabovci (syn. bičovci)                                                            |
|          |                                                                                    |
| bičnatci | \| \| vlastní bičnatci \| \| \| \| \| ? \| krátkochvosti \| \| \| krátkochvosti \| |
|          | \| \| vlastní bičnatci \| \| \| \| \| ? \| krátkochvosti \| \| \| krátkochvosti \| |
|          | vlastní bičnatci                                                                   |
|          |                                                                                    |
| ?        | krátkochvosti                                                                      |
|          | krátkochvosti                                                                      |

|   | vlastní bičnatci |
|   |                  |
| ? | krátkochvosti    |
|   | krátkochvosti    |

|          | krabovci (syn. bičovci)                                                            |
|          |                                                                                    |
| bičnatci | \| \| vlastní bičnatci \| \| \| \| \| ? \| krátkochvosti \| \| \| krátkochvosti \| |
|          | \| \| vlastní bičnatci \| \| \| \| \| ? \| krátkochvosti \| \| \| krátkochvosti \| |
|          | vlastní bičnatci                                                                   |
|          |                                                                                    |
| ?        | krátkochvosti                                                                      |
|          | krátkochvosti                                                                      |

|   | vlastní bičnatci |
|   |                  |
| ? | krátkochvosti    |
|   | krátkochvosti    |